# Funston
Funston – miasto w Stanach Zjednoczonych, w stanie Georgia, w hrabstwie Colquitt.